# (5893) Coltrane
(5893) Coltrane es un asteroide perteneciente al cinturón de asteroides, región del sistema solar que se encuentra entre las órbitas de Marte y Júpiter, más concretamente a la familia de Eunomia, descubierto el 15 de marzo de 1982 por Zdeňka Vávrová desde el Observatorio Kleť, České Budějovice, República Checa.

## Designación y nombre
Designado provisionalmente como 1982 EF. Fue nombrado Coltrane en homenaje a John Coltrane, originalmente un saxofonista alto pero más conocido más tarde como un brillante saxofonista tenor, fue una figura importante en el desarrollo del cool, trabajando con frecuencia con Miles Davis.

## Características orbitales
Coltrane está situado a una distancia media del Sol de 2,606 ua, pudiendo alejarse hasta 2,836 ua y acercarse hasta 2,375 ua. Su excentricidad es 0,088 y la inclinación orbital 14,06 grados. Emplea 1536,66 días en completar una órbita alrededor del Sol.

## Características físicas
La magnitud absoluta de Coltrane es 13. 